# Cvijo Mazalica
Cvijo Mazalica, bosansko-hercegovski general, * 1. junij 1917, † 27. avgust 1988.

## Življenjepis
Med drugo svetovno vojno je bil med drugim poveljnik 1. krajiške brigade. Po vojni je bil med drugim poveljnik divizije.